# Henicocoris monteithi
Henicocoris monteithi – gatunek pluskwiaków z podrzędu różnoskrzydłych i nadrodziny Idiostoloidea, jedyny z monotypowych: rodzaju Henicocoris i rodziny Henicocoridae. Jest endemitem południowo-wschodniej części Australii.

## Taksonomia
Gatunek ten opisany został w 1968 roku przez Thomasa E. Woodwarda na podstawie ośmiu okazów samic odłowionych w 1967 roku na terenie Otway Ranges w australijskim stanie Wiktoria. Wszystkie okazy pozyskał G. Monteith, którego uhonorowano w epitecie gatunkowym. Woodward umieścił ów gatunek w monotypowym rodzaju Henicocoris i monotypowej podrodzinie Henicocorinae w obrębie zwińcowatych. Nazwa rodzajowa oznacza „szczególnego pluskwiaka”. W 1997 roku Thomas J. Henry opublikował wyniki analizy filogenetycznej infrarzędu, na podstawie której wyniósł Henicocorinae do rangi odrębnej rodziny Henicocoridae oraz umieścił ją w nowej nadrodzinie Idiostoloidea jako siostrzaną dla Idiostolidae. Samce H. monteithi pozostają nieopisane, choć znajdują się w zbiorach.

## Morfologia
Pluskwiak o podługowato-jajowatym w zarysie ciele o długości od 4 do 5 mm. W jego ubarwieniu dominuje kolor ciemnorudobrązowy.
Głowa jest skierowana ku przodowi, szersza niż długa, pozbawiona trichobotrii, zaopatrzona zarówno w oczy złożone jak i szeroko rozstawione, czerwono ubarwione przyoczka. Grzbietowa powierzchnia głowy jest gęsto guzkowana. Nadustek ma zaokrąglony wierzchołek, a bukule są krótkie i półeliptyczne w widoku bocznym. Czułki budują cztery stosunkowo krótkie i grube człony, z których pierwszy jest przysadzisty i zwężony u nasady, drugi i trzeci są walcowate, a ostatni jest wrzecionowaty. Punkty osadzenia czułków są widoczne od góry, a w widoku z boku leżą poniżej wyobrażonej linii łączącej środek oka ze szczytem nadustka. Czteroczłonowa, słomkowo ubarwiona kłujka w spoczynku sięga ku tyłowi zapiersia.
Przedplecze jest znacznie szersze od głowy, trapezowate w zarysie, w tyle dwukrotnie szersze niż długie, o bokach wklęśniętych i ku tyłowi rozbieżnych, nieobwiedzionych listewką. Poprzeczna bruzda oddziela obrączkę wierzchołkową od reszty przedplecza. Powierzchnia przedplecza jest szorstka wskutek obecności guzków, wklęśnięć, zgrubień i zmarszczek oskórka. Tarczka ma pośrodku rozległy wcisk, na którego powierzchni guzki układają się w poprzeczne żeberka. Półpokrywy są koleopterycznie skrócone, niesięgające wierzchołka odwłoka. Krawędź kostalna półpokryw jest uwypuklona. Międzykrywki zrośnięte są z przykrywkami. Przykrywki mają wyniesione i obrębione punktami żyłki oraz po pięć żółtobrązowych plamek w niemal niepunktowanych, acz guzkowanych i oszczecinionych komórkach. Na obszarze międzykrywek występują po trzy rzędy punktów. Zakrywki są zredukowane, a tylnych skrzydeł brak zupełnie. Gruczoły zapachowe zatułowia mają niewielkie ewaporatoria i silnie wyniesione ujścia. Odnóża są stosunkowo krótkie i porośnięte krótkimi włoskami osadzonymi na ziarenkowatych guzkach, wyposażone w trójczłonowe stopy. Krętarze oraz nasady ud i stóp są ubarwione słomkowo, zaś golenie ciemnobrązowo. Przednie uda są nieuzbrojone kolcami.
Odwłok ma wszystkie przetchlinki umieszczone po stronie brzusznej, kompletne szwy między sternitami sięgające jego brzegów oraz pełną listewkę brzeżną o całkowicie segmentowanych laterotergitach. Sternity trzeci i czwarty mają tylko po jednym, położonym przyśrodkowo trichobotrium, sternit piąty jest trichobotrii pozbawiony, a sternity szósty i siódmy mają po dwa trichobotria umieszczone bocznie za przetchlinkami. Spód odwłoka porastają krótkie, półwzniesione, osadzone na ziarenkowatych guzkach włoski.  Samica ma wcięte siódme sternum odwłoka, lancetowate pokładełko i pozbawiona jest całkowicie zbiornika nasiennego.
Larwy mają parzyste ujścia grzbietowych gruczołów zapachowych odwłoka zlokalizowane między tergitami czwartym i piątym oraz między piątym i szóstym.

## Ekologia i występowanie
Owad ten jest endemitem południowo-wschodniej części Australii. Zasiedla lasy deszczowe rosnące w terenie górzystym, w strefie klimatu umiarkowanego chłodnego. Znany jest z Otway Ranges w stanie Wiktoria oraz południowych rejonów przybrzeżnych Nowej Południowej Walii.
Biologia tych pluskwiaków pozostaje niezbadana. Spotykane były nocą, kiedy to biegały po podłożu i butwiejących kłodach.